# Heikki Savolainen (actor)
Heikki Savolainen (9 de abril de 1922 – 22 de enero de 1975) fue un actor finlandés, perteneciente a una generación de intérpretes adoptantes de la actuación del método en la década de 1940.

## Biografía
Nacido en Pori, Finlandia, sus padres fueron August Savolainen y Fanny Maria Stenman, y su hermano menor Keijo Savolainen, político de la Unión Democrática del Pueblo Finlandés (SKDL) y directivo de Yleisradio. La carrera interpretativa de Heikki Savolainen se inició durante la Guerra de continuación actuando en el Teatro de la ciudad de Víborg (1942–1943). Posteriormente actuó en el Teatro provincial de Kotka desde 1944 a 1948. 
Ese mismo año pasó a actuar al Teatro Nacional de Finlandia, donde trabajó con Kyllikki Forssell, Matti Ranin, Ekke Hämäläinen y Tarmo Manni. Entre sus papeles en dicha institución figuran los siguientes: Mitch en Un tranvía llamado Deseo, de Tennessee Williams; Marco en Panorama desde el puente, de Arthur Miller; Agamenón en la obra escrita por Esquilo; Niilo en Karkurit, de Aleksis Kivi; Lopajin en El jardín de los cerezos, de Antón Chéjov; Arnolphe en La escuela de las mujeres, de Molière; Thomas Becket en Becket, de Jean Anouilh; Mercucio en Romeo y Julieta, de Shakespeare; Petruchio en La fierecilla domada, de Shakespeare; Macbeth en la obra homónima de Shakespeare; Mefistófeles en Fausto, de Goethe; y Lenny en la pieza de Harold Pinter Retorno al hogar.
En su faceta cinematográfica, se hizo conocido especialmente por su papel de Urho Hietanen en la película de Edvin Laine Tuntematon sotilas (1955). Además, Savolainen actuó también en los años 1950 en varias comedias y farsas militares, trabajando con directores como Armand Lohikoski y Matti Kassila, además de Edvin Laine. 
Además, Savolainen trabajó en diferentes producciones televisivas y en emisiones de radioteatro.
Heikki Savolainen falleció en Helsinki, Finlandia, en el año 1975. Había estado casado con la actriz Ritva Arvelo.

## Filmografía (selección)
- 1948 : Pontevat pommaripojat
- 1949 : Hornankoski
- 1949 : Kanavan laidalla
- 1949 : Katupeilin takana
- 1950 : Amor hoi!
- 1951 : Radio tekee murron
- 1951 : Lakeuksien lukko
- 1951 : Rion yö
- 1951 : Sadan miekan mies
- 1951 : Kesäillan valssi
- 1951 : Neljä rakkautta
- 1952 : Silmät hämärässä
- 1952 : Yhden yön hinta
- 1952 : Kipparikvartetti
- 1952 : ... ja Helena soittaa
- 1952 : Jees, olympialaiset, sanoi Ryhmy
- 1952 : Radio tulee hulluksi
- 1952 : Tervetuloa aamukahville eli Tottako toinenkin puoli?
- 1952 : Kaikkien naisten monni
- 1953 : Maailman kaunein tyttö
- 1953 : Kolmiapila
- 1953 : Alaston malli karkuteillä
- 1953 : Miljonäärimonni
- 1953 : Jälkeen syntiinlankeemuksen
- 1954 : Kovanaama
- 1954 : Hei, rillumarei!
- 1954 : Minä soitan sinulle illalla
- 1954 : Herrojen Eeva
- 1954 : Minäkö isä!
- 1954 : Oi, muistatkos...
- 1954 : Rakastin sinua, Hilde
- 1954 : Leena
- 1955 : Onni etsii asuntoa
- 1955 : Pekka ja Pätkä puistotäteinä
- 1955 : Veteraanin voitto
- 1955 : Nukkekauppias ja kaunis Lilith
- 1955 : Tuntematon sotilas
- 1955 : Miss Eurooppaa metsästämässä
- 1956 : Elokuu
- 1956 : Ratkaisun päivät
- 1957 : Taas tyttö kadoksissa!
- 1957 : Rakas varkaani
- 1957 : Vääpelin kauhu
- 1958 : Äidittömät
- 1958 : Paksunahka
- 1958 : Pekka ja Pätkä Suezilla
- 1958 : Pekka ja Pätkä miljonääreinä
- 1958 : Tirlittan
- 1958 : Niskavuoren naiset
- 1959 : Kovaa peliä Pohjolassa
- 1959 : Ei ruumiita makuuhuoneeseen
- 1959 : Yks’ tavallinen Virtanen
- 1959 : Pekka ja Pätkä mestarimaalareina
- 1960 : Iloinen Linnanmäki
- 1961 : Pikku Pietarin piha
- 1971 : Saatanan radikaalit
- 1971 : Kujanjuoksu